# Фашизм в Канаде
Фашизм в Канаде состоит из целого ряда движений и политических партий XX века. Фашизм никогда не имел сильного влияния в Канаде, а его расцвет пришёлся на времена Великой депрессии. Большинство канадских фашистских лидеров были интернированы в начале Второй мировой войны в рамках обороны Канады. После окончания войны фашизм так и не восстановил своё небольшое влияние.
Канадский союз фашистов, основанный в Виннипеге, был смоделирован по образцу Британского союза фашистов сэра Освальда Мосли. Лидером являлся Чак Крейт. Общенациональная социал-христианская партия была основана в Квебеке в феврале 1934 года Адриеном Арканом. В октябре 1934 партия объединилась с Канадской националистической партией. В июне 1938 она объединилась с нацистскими группировками из провинций Онтарио и Квебек. Так образовалась партия под названием Национальное единение.